# Buddhistické školy
Buddhistické školy vznikly v důsledku šíření buddhismu různými směry a kulturami. Nejčastěji se používá dělení na hínajánu a mahajánu. Toto rozdělení však není přesné a mezi odborníky se proto takřka nepoužívá. Pro základní orientaci se dá mluvit o třech základních směrech: 
- Hínajána
- Mahajána
- Vadžrajána

Každý z uvedených směrů má mnoho podškol, které jsou si různě vzdálené. Společným jmenovatelem těchto podškol je často jen to, že uznávají Buddhu Gautamu – Buddhu jako svého učitele, a že stoupenci dodržují pět základních pravidel:
- nezabíjet a neubližovat
- nekrást
- zdržet se nesprávného sexuálního chování
- nelhat a nepomlouvat
- zdržet se zneužívání omamných prostředků

V Asii je běžné, že je určitá škola vázaná na konkrétní lokalitu a v ní žije mnoho jejích stoupenců. Naproti tomu v Evropě a Americe najdeme mnoho různých škol, často i pod jednou střechou, mívají však jen hrstku stoupenců ze širokého okolí. 